# カリウム
カリウム（ドイツ語: Kalium [ˈkaːliʊm]、新ラテン語: kalium）は原子番号19番の元素である。ポタシウム（剥荅叟母、Potassium [poʊˈtæsiəm]） 、加里（カリ）ともいう。元素記号はK。原子量は39.10。アルカリ金属、典型元素のひとつ。生物にとって必須元素である。

## 名称と語源
英語圏とフランス語圏ではポタシウムと呼ばれる。一方、ドイツ語圏ではカリウムと呼ばれており、ラテン語及び日本語の名称もこれに従っている。国際純正・応用化学連合 (IUPAC) では、元素記号はドイツ語からKとし、IUPAC名は英語から potassium を採用している。因みに、実際の英語の発音は「ポタシアム」である。
英語の potassium（ポタシウム）という名称は、potash という言葉に由来する。これは、様々なカリウム塩を抽出する初期の方法で、木や葉を燃やした灰 (ash) を鍋 (pot) に入れ、水を加えて加熱し、溶液を蒸発させるというものである。1807年にイギリスのハンフリー・デービーが電気分解によってカリウム元素を単離した際に、potash に因んで potassium と命名した。
ドイツ語のKalium（カリウム）という名称及び元素記号"K"は、アルカリの語源である kali に由来しており、kali はアラビア語で「植物の灰」を意味する アラビア語: القَلْيَه (al-qalyah) に由来する。1797年、ドイツのマルティン・クラプロートは、リューサイトとリチア雲母という鉱物の中に potash を発見し、potash が植物の成長の産物ではなく、実は新しい元素を含んでいることに気付き、これを kali と呼ぶことを提案した。デービーの電気分解による単離・新元素発表後の1809年、ドイツのルートヴィヒ・ヴィルヘルム・ギルバートがデービーの potassium に 対してKalium という名前を提案した。1814年、スウェーデンのイェンス・ベルセリウスは、kalium という名称と元素記号"K"を提案した。
日本では一般にはドイツ語のカリウムが定着しているが、日本の医学、薬学、栄養学などの分野では、英語のポタシウム（Potassium [poʊˈtæsiəm]）が使われることもある。和名では、かつて加里（カリ）または剥荅叟母（ぽたしうむ）という当て字が用いられた。
カリウム以後、新たに発見された金属元素にはラテン語の派生名詞中性語尾「-ium」をつける習慣が一般化した。非金属に「-ium」がつけられるのはヘリウムだけである。なお、ヘリウムに対しても貴ガスに共通の語尾「－on」に直す意見もあったが、見送られた。

## 単体の特徴

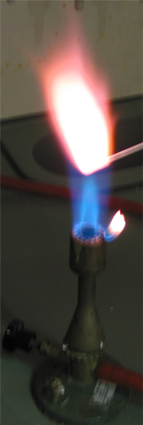
カリウムの炎色反応

カリウムの単体金属は激しい反応性を持つ。電子を1個失って陽イオンK+になりやすく、自然界ではその形でのみ存在する。地殻中では2.6 %を占める7番目に存在量の多い元素であり、花崗岩やカーナライトなどの鉱石に含まれる。塩化カリウムの形で採取され、そのままあるいは各種の加工を経て別の化合物として、肥料、食品添加物、火薬などさまざまな用途に使用されている。

### 物理的性質
銀白色の金属で、常温・常圧で安定な結晶構造は体心立方構造（BCC）である。比重は0.86で水より軽く、リチウムに次いで2番目に比重の軽い金属である。融点は63.7 °C、沸点は774 °C。ナイフで簡単に切れる軟らかい金属である。
カリウムの電子配置は[Ar] 4s1であり、電子を1つ失うことで非常に安定なアルゴンと同じ希ガス型の電子配置となる。そのため、カリウムの第1イオン化エネルギーは418.8 kJ/molと非常に低く、容易に電子を1つ失いK+の陽イオンとなる。対照的に、電子を2個失えば安定な希ガス型の電子配置が崩れるため、第2イオン化エネルギーは3052 kJ/molと非常に高く、+2価の酸化状態の化合物は容易には形成されない。このようにカリウムは1価の陽イオンに非常になりやすい性質を有しているが、アルカリドイオンのK−も知られている。
炎色反応において、カリウムとその化合物は淡紫色を呈する。主要な輝線は波長404.5 nmの紫色のスペクトル線および、波長769.9 nmと766.5 nmの赤色の対となったスペクトル線（双子線）である。ナトリウムと共存していると、ナトリウムの強い黄色の発色によって覆い隠されることもあるが、コバルトガラスを使うことでこのナトリウムの強く黄色い炎色を除去することができる。

### 化学的性質
アルカリ金属類の窒素以外の試薬に対する反応性は電気陰性度が低いほど高くなるため、カリウムは、より電気陰性度の大きいリチウム、ナトリウムよりも反応性が高く、より電気陰性度の小さいルビジウム、セシウムよりは反応性が低い。切断してすぐのカリウムの断面は銀色の外観をしているが、空気によってただちに酸化されて灰色へと変色していく。
水、ハロゲン元素と激しく発火して反応する。高温では水素とも反応し水素化カリウムを生成する。カリウムと水との反応においては、反応によって水素が発生し、さらに発生した水素が引火するに足る反応熱を生じるため爆発の危険がある。そのうえ、水素の燃焼によって生じた水が残ったカリウムと再び反応して水素をさらに発生させるため、金属カリウムが消費され尽くすまでこの反応は進行し続ける。このカリウムの性質は、金属カリウムやナトリウム-カリウム合金として、蒸留前に溶媒を乾燥させるための強力な乾燥剤として利用される。空気中においても酸素との接触により反応熱で自然発火することもある。そのため金属カリウムの保管は空気や水から遮断する必要があり、ほかのアルカリ金属と同様、鉱油やケロシンのようなアルカリ金属類と直接反応をしない炭化水素中やアルゴンで満たしたガラスアンプル中などで保管される。アルコールとも反応してアルコキシドを生成する。カリウムは液体アンモニアに対する溶解度が非常に高く、0 °Cで1000 gのアンモニアに対して480 gのカリウムが溶解する。その溶液は黄みがかった青色であり、その電気伝導度は液体金属に類似している。純粋な液体アンモニアに対しては、徐々に反応してKNH2を形成するが、微量の遷移金属元素の塩が存在していると反応が加速される。
カリウムの化合物は、K+イオンの水和エネルギーの高さのため水に対する溶解性が非常に高く、したがってカリウムイオンを沈降分離させることは困難である。考えられる沈降方法としては、テトラフェニルホウ酸ナトリウムやヘキサクロリド白金(IV)酸、亜硝酸コバルチナトリウムとの反応が挙げられる。
溶液中のカリウム濃度は、一般にフレーム測光法や原子吸光分析、イオンクロマトグラフィーによって測定される。誘導結合プラズマ発光分光分析、イオン選択電極なども利用される。イオン選択電極を用いて測定する場合には、イオン選択電極において通常用いられる塩化カリウムを用いた塩橋を使用すると、塩橋からのカリウムイオンの混入により分析誤差が生じるため、カリウムを分析する際には硝酸アンモニウムなどが用いられる。また、カリウムは非常にイオン化しやすいため、原子吸光分析を行う際にほかの共存元素のイオン化平衡に干渉（イオン化干渉）して、ほかの元素の測定値に影響を与える。
カリウムイオンは銀(1)イオンやタリウム(1)イオンとの“ナイトの動きの関係性”による類似点がよく知られている。“ナイトの動きの関係性”とは、主族元素後方において、ある元素と、その元素の一つ下の周期で二つ右の族であるような元素の間に相関が見られるという法則である。特にタリウムイオンは生化学的に類似性が強い。

## 同位体
カリウムは宇宙において、より軽い元素から合成される（元素合成）。カリウムの安定同位体は、超新星においてより軽い元素が急速に中性子捕獲することによってR過程を経由して形成される（超新星元素合成）。
カリウムには24種類の同位体が存在することが知られている。これらのうち、自然に産出するものはカリウム39（93.3 %）、カリウム40（0.0117 %）、カリウム41（6.7 %）の3つである。

カリウム40の崩壊

これらのうち、質量数40のカリウム40は放射性同位体である。半減期はおよそ12.5億年であるため、地球創生時に取りこまれたものがいまだに自然界に残存している（元をただせば超新星爆発で核反応が起こって生成・放出されたものとされる）。カリウム40のうち11.2 %は、電子捕獲もしくは陽電子放出（β+崩壊）によってアルゴン40へと崩壊し、88.8 %は陰電子崩壊（β− 崩壊）によって非放射性の安定同位体であるカルシウム40となる。大気中に存在するアルゴンの多くの部分は、このカリウム40の崩壊により生成したものだと考えられている。また、大気中のアルゴン40の一部は宇宙線（太陽からの放射線）と反応することによりカリウム40となる。このためカリウム40は炭素14とともに常時生成されている。
カリウム40は、カリウムが商用の代用塩として大量に用いられるほどに自然界から十分な量が産出し、教室での実演のための放射線源に用いられる。このようにカリウムは大量に存在するうえに生体に含まれる量も多いため、健康な動物や人間にとって炭素14よりも大きな最大の内部被曝源である。70 kgの体重の人間において、1秒間にカリウム40はおよそ4400個崩壊する。天然カリウムの活性は31 Bq/gである。

## 産出

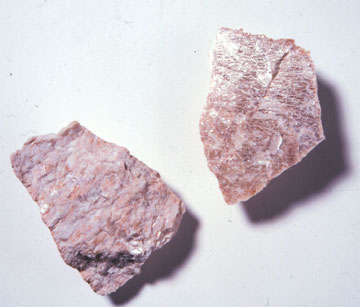
カリウムを含んでいる長石（花崗岩などの主成分）

単体のカリウムは、カリウムのその強い反応性のために自然中からは産出しない。カリウムはさまざまな化合物として地殻のおよそ2.6 %を占めており、地殻の2.8 %を占めるナトリウムに次いで地殻中で7番目に存在量の多い元素である（地殻中の元素の存在度も参照）。たとえば花崗岩はカリウムをおおよそ5 %と、地殻の平均量以上を含んでいる。金属カリウムは非常に電気的に陽性であり（電気陰性度）、また非常に反応性が高いため、鉱石から直接生産することは難しい。
工業原料としてのカリウム資源はほぼすべて塩化カリウムの形で採取される。年間生産量は3500万トン（K2O換算、2008年）である。2008年において、おもな産地はカナダ（30.0 %）、ロシア連邦（19.2 %）、ベラルーシ（14.2 %）である。推定埋蔵量はK2O換算でおよそ180億トン。カリウムは植物の成長に必須であるため、塩化カリウムの90 %以上はそのまま、もしくは硫酸カリウムの形で肥料（カリ肥料）として用いられる。残りは水酸化カリウムを経由して、炭酸カリウムとなる。

## 商業生産

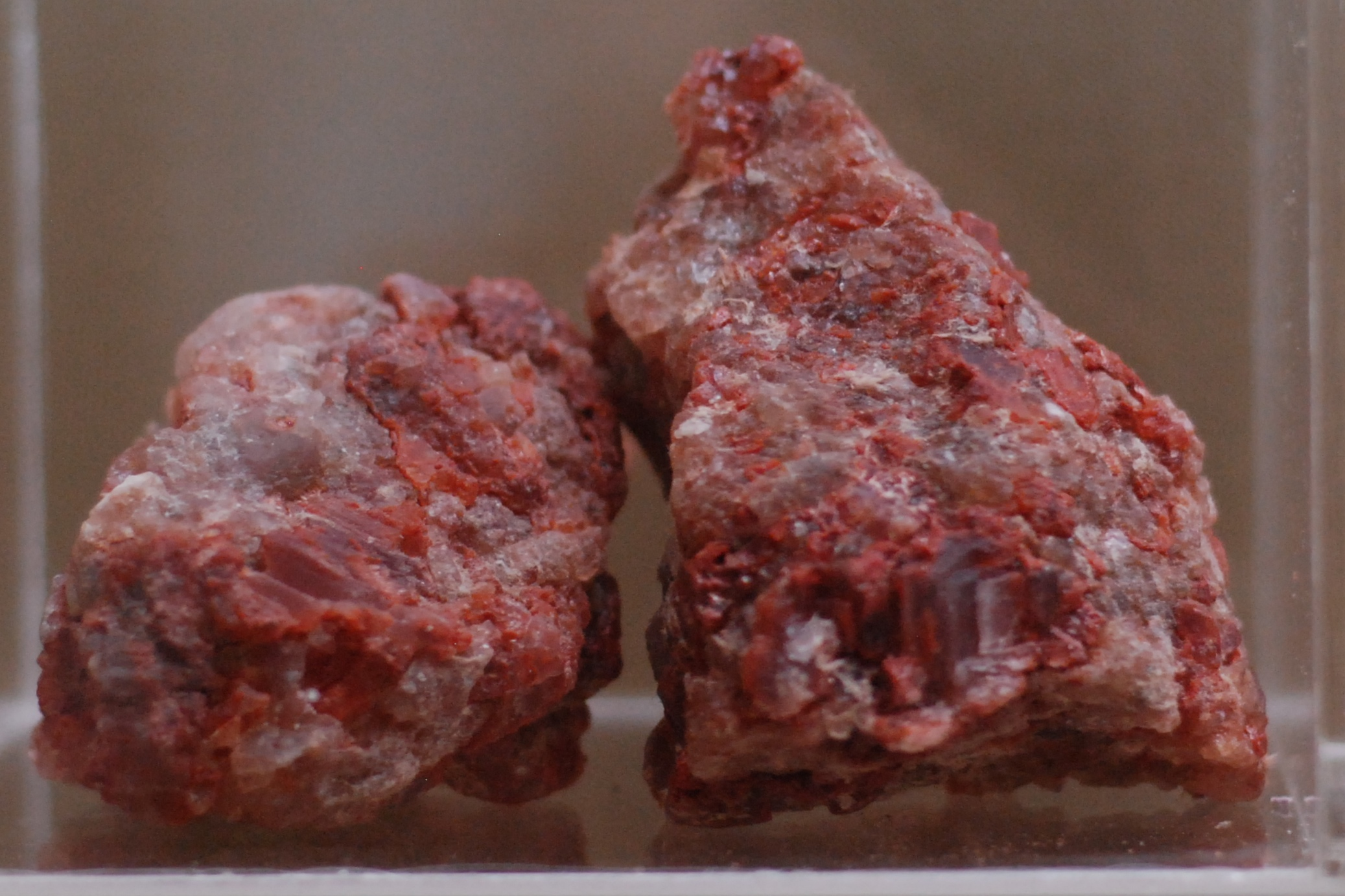
ニューメキシコで産出したカリ岩塩

純粋なカリウム金属は水酸化カリウムの電気分解という、19世紀初期にハンフリー・デービーがカリウムを単離した方法とほぼ同じプロセスで単離することができる。この電気分解による製法は1920年代に開発され産業規模で用いられていたものの、金属ナトリウムと塩化カリウムを化学平衡を利用して反応させることによる熱的方法が1950年代には主流となった。この方法は反応時間および反応に用いるナトリウムの量を変えることでナトリウム-カリウム合金も生産することができる。フッ化カリウムと炭化カルシウムの反応を利用するグリースハイマー法もまた、カリウムの生産に利用される。
{\displaystyle {\ce {Na + KCl -> NaCl + K}}} （熱的方法）
{\displaystyle {\ce {2KF + CaC2 -> 2K + CaF2 + 2C}}} （グリースハイマー法）
また、カーナライトやラングバイナイト、ポリハライト、カリ岩塩などカリウム含有量が非常に高い鉱石を用いて、商業生産できる規模のカリウム塩類を抽出することもできる。世界における主要なカリウムの供給源はカナダ、ロシア、ベラルーシ、ドイツ、イスラエル、アメリカ合衆国、ヨルダンだが、ほかにも世界中のさまざまな場所で採掘されている。カナダの行政区、サスカチュワン州の地下3000フィートには、地球上で最大のカリウム鉱床が発見されている。サスカチュワンでは大規模な鉱山が1960年代から操業しており、ブレアモア地層において、鉱山に縦穴貫通孔を通すために湿った砂を凍らせる手法を開発した。サスカチュワンのおもなカリウム採掘会社としてポタッシュ・コープがある。
海はもうひとつの主要なカリウム源であるが、単位量あたりのカリウム含有量は0.39 g/Lと、ナトリウムが10.8 g/Lであるのと比べて非常に低い。これはカリウムが土壌に吸着されやすく、また植物によって吸収されるためである。

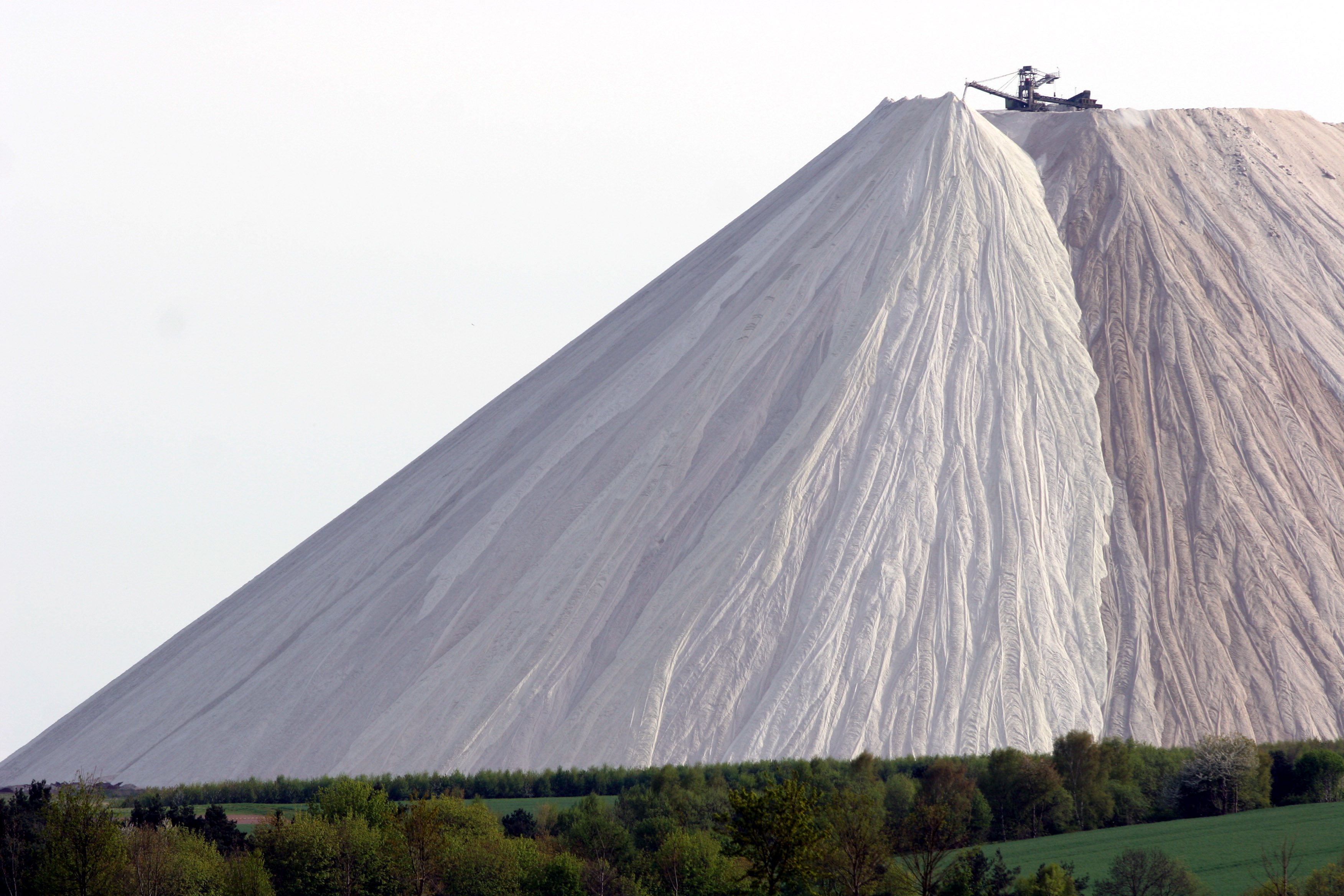
カリウム鉱山の採掘の結果生じた、主として塩化ナトリウムからなるボタ山（ドイツ）

さまざまな方法でカリウム塩類をナトリウムおよびマグネシウム化合物から分離し、それによって生じたナトリウムやマグネシウムの副産物は地下に保存されるかボタ山に積み上げられる。採掘されたカリウム鉱石の大部分は処理されて最終的に塩化カリウムとなる。塩化カリウムは鉱山産業において、カリ（potash）、カリの塩（muriate of potash）もしくは単純にMOPと呼ばれる。
試薬グレードの金属カリウムは、1ポンドあたりおよそ10ドル（1 kgあたり22ドル）で売られている。純度の低いものは相応に安く販売される。カリウム金属市場は、金属カリウムの長期保管が困難であるために不安定である。金属カリウムは、その表面で超酸化カリウムが形成されないように乾燥した不活性ガスもしくは無水の鉱油中で保存しなければならない。この超酸化物は引っかかれた際に爆発を起こす、感圧性の爆薬である。超酸化物の形成が引き起こす爆発は、時に消火の難しい火災を引き起こす。
キログラム単位よりも多い量のカリウムは1 kgあたり700ドルと、非常に大きなコストが生じる。これは危険物の輸送に必要なコストのためである。

## カリウムと人体
人体で8番目もしくは9番目に多く含まれる元素であり、体重のおよそ0.2 %を占めている（すなわち、60 kgの成人ではおよそ120 gのカリウムが含まれる）。これは硫黄や塩素と同程度の含有量であり、主要なミネラルでカリウムより多く含まれているのはカルシウムとリンのみである。

### 神経伝達

ナトリウム-カリウムポンプによるイオンの輸送

カリウムは人体に不可欠の電解質であり、脳および神経などにおけるニューロンの情報伝達に重要な役割を果たしている。カリウムはイオン（陽イオン）K+としておもに細胞内に分布しており、その濃度は細胞内液が100–150 mol/m3 と高濃度に保たれているのに対し、細胞外液の濃度は3.5–4.5 mol/m3程度と非常に小さく保たれている。これは、いわゆるナトリウム-カリウムイオンポンプの働きによるものである。このイオンポンプは、アデノシン三リン酸（ATP）を1個消費して、ナトリウムイオン3個を細胞外へと運び出し、カリウムイオン2個を細胞内へと運び込む。このイオンポンプの働きによって細胞の内外にイオン濃度差が生じ、細胞膜上に電気的な勾配を発生させる。この電気勾配は通常時は静止電位と呼ばれる値に保たれているが、カリウムイオンチャネルが開くとカリウムイオン濃度の高い細胞内からカリウムイオン濃度の低い細胞外へと濃度勾配の方向にカリウムイオンが移動し、また、ナトリウムイオンチャネルが開くと、同様にナトリウム濃度の高い細胞外からナトリウムイオン濃度の低い細胞内へとナトリウムイオンが移動する。カリウムイオンはナトリウムイオンよりもイオン半径が大きく、その違いによって細胞膜のイオンポンプおよびイオンチャネルはこれらを区別することができ、一方を通過させてもう一方を通過させないように選択的に機能することが可能である。このイオンチャネルの開閉による細胞内外のイオン濃度のバランスの変化によって膜電位（細胞外に対する細胞内電位）が変化し、それによって活動電位が発生（いわゆる「点火」）する。この活動電位が伝導することで情報が伝達されていく。活動電位が生じて細胞膜が脱分極（ナトリウムイオンの移動によって正の膜電位が発生）している場合には、カリウムイオンチャネルが開くことで再分極（膜電位が静止電位に戻る）させることになる。
また、右心房にある洞房結節から発生する活動電位によって心拍の調節が行われているが、そのためには適切なカリウムイオン濃度が必要である。静脈注射、あるいは何らかの異常によりカリウムイオンの血中濃度が過剰になる高カリウム血症となった場合、洞房結節のペースメーキングに変調を生じさせ、致命的な不整脈を引き起こしたり、心停止に至ることもある。また、心臓などの外科手術で心停止が必要な場合には塩化カリウムが用いられ、塩化カリウムはアメリカ合衆国において薬殺刑にも用いられる。

### 摂取と健康
経口摂取の場合、吸収は比較的緩やかである。また、吸収後は細胞へ速やかに取り込まれることや、過剰分が腎臓のK+調節機能により排泄されることなどから、細胞外液中濃度は低レベルに維持される。1981年にモネル・ケミカル・センシズ・センターが発表したアルカリ金属のハロゲン化物に対する味覚調査によると、臭化カリウムおよび塩化カリウムの溶液に対する味覚は、濃度が希薄な状態では苦味が強いが、濃くなるほど苦味が弱まって塩味が強くなる傾向が示された。
一日の所要量は約0.8–1.6 gとされる。2016年3月更新の厚生労働省「日本人の食事摂取基準」によると、目安量は男性3000 mg/日、女性2600 mg/日（いずれも15歳以上）と勧告されているが、アメリカ、イギリスでは生活習慣病予防の観点から、男女ともに目安量4700 mg/日、推奨量3500 mg/日としている。植物、動物の細胞には豊富に含まれており、通常の食事で生命を維持するために必要なカリウムは十分に賄われる。そのため、カリウムの血中濃度の低下による低カリウム血症（カリウム欠乏症）の顕著な徴候や症状が健康な人に現れることは稀である。カリウムの豊富な食品として、パセリや乾燥させたアンズ、粉ミルク、チョコレート、木の実（特にアーモンドとピスタチオ）、ジャガイモ、タケノコ、バナナ、アボカド、ダイズ、糠などに特に多く含まれるが、大部分の果実、野菜、肉、魚において人体に十分な量が含まれている。なお、カリウムの最適摂取量に関しては、いくつかの議論が存在する。たとえば、アメリカ医学研究所は2004年にカリウムの食事摂取量基準を1日あたり4000 mg（100 mEq）と指定したが、アメリカ人の平均的カリウム摂取量はその半分程度しかないため、大部分が摂取不足であることになる。同様に欧州連合、特にドイツとイタリアにおいても、カリウムは一般的に摂取不足の傾向にあると考えられている。
高血圧についての疫学的研究および動物実験の結果、カリウム含有量の高い食品の摂取によって高血圧のリスクを低減できることが示され、高血圧を原因としない脳卒中についても低減されると考えられている。イタリアの研究者によるメタアナリシスに基づいた報告（2011年）によると、一日に1.46 g以上カリウムを摂取すると脳卒中のリスクが21 %低減するとされる。また、ラットを用いた研究において、カリウムの欠乏はチアミン（ビタミンB1）の摂取不足と複合すると心臓病を誘発することが示された。

### サプリメント
医薬的用途のカリウムサプリメントはループ利尿薬やサイアザイド利尿薬と併用して使われることが多い。これは、利尿剤の薬効として尿が体外へ排出される際に副作用として排出されてしまうカリウムの補充を目的としている。典型的な医薬用サプリメントは、一回につき400 mg（10 mgEq、牛乳250 mLや100 %オレンジジュース200 mLに含まれるカリウムとほぼ同等）から800 mg（20 mgEq）の範囲で服用される。多くのサプリメントに使われている塩化カリウムは、胃や腸の粘膜に刺激を与えるため、消化管通過障害のある患者には禁忌である。また、カリウムイオンが高濃度となることで細胞破壊を引き起こす恐れもあるため、一般的に、浸出を緩やかにするタブレットやカプセルなどの形態で提供される。
非医薬的用途としてもカリウムサプリメントは広く利用されている。塩化カリウムのようなカリウム塩は水によく溶けるものの、濃度の高い溶液では味覚（苦味と塩味）を刺激するため、サプリメント飲料などにおいては、経口摂取の障害とならないよう口当たりをよくする研究も行われている。なお、健康的な悪影響を避けるため、アメリカでは処方箋不要なカリウム錠のカリウム含有量を一錠あたり99 mg以下に法規制している。

### 過剰摂取と欠乏症
体内のカリウム濃度が高まると高カリウム血症が引き起こされ、致命的な不整脈を誘発する危険がある。健康であれば、カリウムを過剰に摂取しても腎臓の調節機能によりカリウム濃度は抑制されているが、腎臓病の患者においては、腎不全によってカリウム濃度の制御機能が低下しているため対応できない。このような腎不全による高カリウム血症の対症療法として、カリウムの摂取制限やカリウムイオン交換樹脂薬の服用などが行われる。
一方、嘔吐、下痢、多尿症などによって引き起こされる体液中のカリウム不足は、低カリウム血症として知られる致命的な状態を引き起こすことがある。これは、カリウムが生体の神経伝達において非常に重要な役割を担っていることと関連している。カリウム欠乏の徴候としては、筋力の低下、イレウス（腸閉塞）、心電図の異常、反射機能の低下が挙げられ、重度の場合では呼吸困難やアルカローシス、不整脈も認められる。

## カリウムと植物
植物にとってカリウムは、新陳代謝を良くし、葉や茎を丈夫にする不可欠な要素である。植物の生育に欠かせないため、窒素、リン酸と並んで肥料の三要素の一つに数えられる。
カリウム不足になると植物の伸長が抑えられ、幼葉が青緑色になることがある。一方、カリウム過多になると、窒素、カルシウム、マグネシウムの吸収が阻害される。

## 用途
カリウムはほかの多くの元素と同じように、金属カリウム単体としてよりも、カリウム化合物としての用途のほうが重要である。しかし、同じアルカリ金属であるナトリウムがカリウムとほぼ同じような用途を持つため、より安価なナトリウム塩で代替可能な用途も多く、コスト面で劣るカリウムの用途は非常に限られている。たとえば、2008年度の水酸化ナトリウムの日本における消費量は98万6744トンであるが、同年の水酸化カリウムの日本における消費量は2万8044トンでしかない。

### 肥料

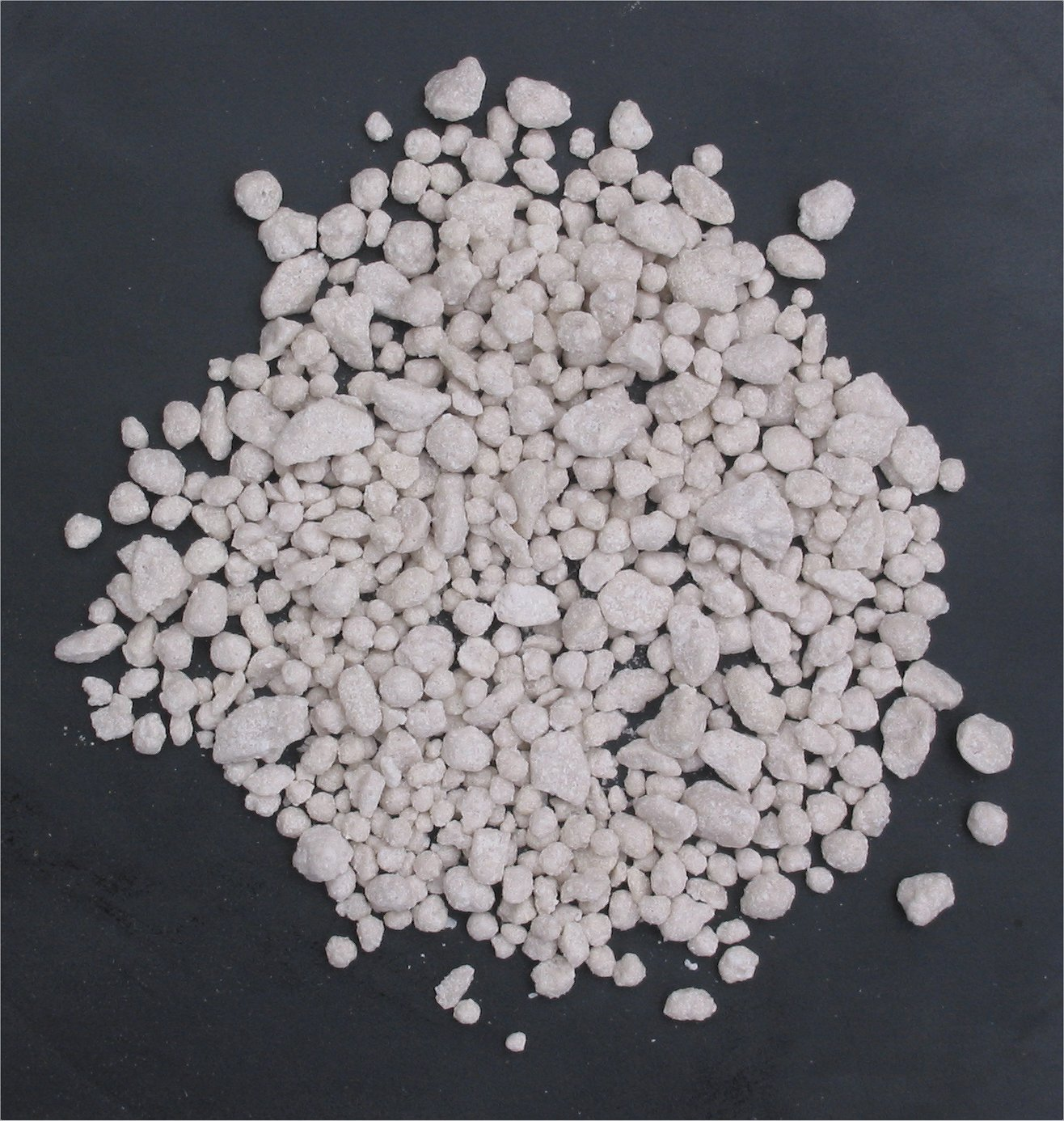
硫酸カリウムおよび硫酸マグネシウムからなる肥料

カリウムイオンは植物にとって重要な主要栄養元素のひとつであり、さまざまなタイプの土壌に含まれている。近代の高収穫率な農業においては、土壌中のカリウムは自然に供給されるよりも非常に速い割合で消費されるため、肥料としてカリウムを人工的に土壌に補給する必要がある。大部分の種類の農作物に含まれるカリウム量は通常収穫量の0.5–2 %の範囲であり、それだけの量のカリウムが収穫ごとに土壌から持ち出される。カリウム肥料は農業や園芸、水耕栽培などの耕作、栽培において、塩化物（KCl）や硫酸塩（K2SO4）、硝酸塩（KNO3）のような形で利用される（また、植物由来の肥料である草木灰において炭酸塩（K2CO3）の形での利用がある）。世界で生産されるカリウム製品のおよそ93 %（2005年）が肥料として消費されており、そのうち90 %は塩化カリウムとして供給されている。塩化カリウムはカーナライト（KCl、MgCl2、6H2O）鉱石などから、塩化カリウムと塩化マグネシウムの溶解度差を利用して水中で分離することによって製造される。塩化物に敏感な作物や、硫黄分を必要とするような作物に対しては硫酸カリウムが用いられる。硫酸カリウムはラングバイナイト（MgSO4、KCl、3H2O）やカイナイト（(Mg, K)SO4）のような鉱石の複分解によって生産される。硝酸カリウムの肥料としての消費量は非常に少ない。肥料成分の表記は通常、窒素、リン、カリウムの順に示され、カリウム量はK2Oとして表される。

### 食品
前述のように、カリウムイオンは人の生命と健康を支えるのに重要な役目を果たす栄養素である。高血圧を抑えるためにナトリウムの摂取量を制限している人々によって、食塩の代替として塩化カリウムが用いられる（代用塩）。昆布、わかめ、ひじきなどの海藻類に多く含まれる。アメリカ合衆国農務省は、トマトペースト、オレンジジュース、テンサイ、ホワイトビーンズ、ジャガイモ、バナナその他多くのカリウムをよく含む食品をリストアップし、カリウム含有量をランク付けしている。一方で腎臓病の患者にはカリウム摂取制限を行う必要があり、近年は水耕栽培でカリウム含有量を大幅に抑えたレタスなどの生野菜の生産も行われている。
酒石酸カリウムナトリウム（KNaC4H4O6、ロッシェル塩）はベーキングパウダーの主成分であり、鏡に銀メッキをする際にも用いられる。臭素酸カリウムは強力な酸化剤（E924）であり、パン生地や魚肉練り製品の改良剤として用いられていた。また、亜硫酸水素カリウム（KHSO3）はワインやビールなどの防腐剤として用いられていたが、肉には用いられなかった。亜硫酸水素カリウムは織物や麦わらの漂白剤としてや、皮なめし剤としても用いられていた。

### 工業

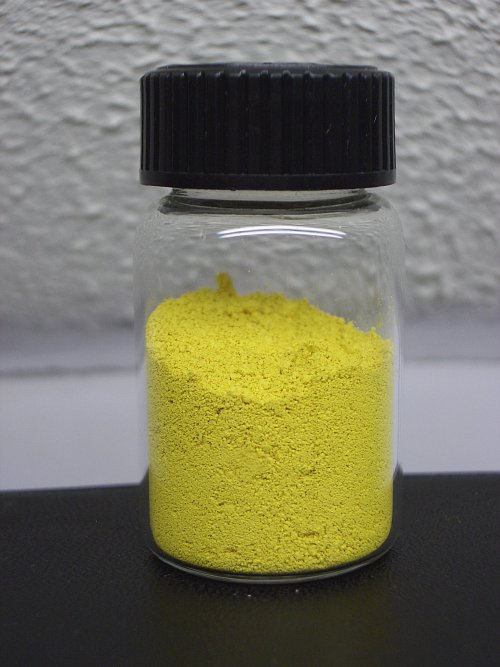
硝酸コバルトカリウム（コバルト・イエロー）

純粋なカリウム蒸気は数種類の磁気センサに用いられる。また、光電子素子としても用いられる。ナトリウムとカリウムの合金（NaK、ナトリウムカリウム合金）は熱交換媒体として原子炉の冷却材などに低融点合金として用いられる液体であり、希ガスや溶媒からわずかに含まれる二酸化炭素や水、あるいは酸素を高度に除去するための反応剤、乾燥剤としても用いられる。ナトリウムカリウム合金はまた、反応性蒸留においても用いられる。ナトリウム、カリウム、セシウムをそれぞれ12 %、47 %、41 %含んだ三元合金は、合金としては最低である融点−78 °Cを持つ。
すべてのカリウム化合物は強いイオン性を有しているため、カリウムはしばし有用な陰イオンを保持させるのに用いられ、その一例として、クロム酸カリウム（K2CrO4）がある。クロム酸カリウムは黄色の染料やインク、爆薬や花火、皮なめし剤、ハエ取り紙、安全マッチなどさまざまな用途に用いられるが、これらはカリウムイオンの特性というよりはむしろクロム酸イオンの特性であり、カリウムイオンはクロム酸イオンを保持する役目を担っている。

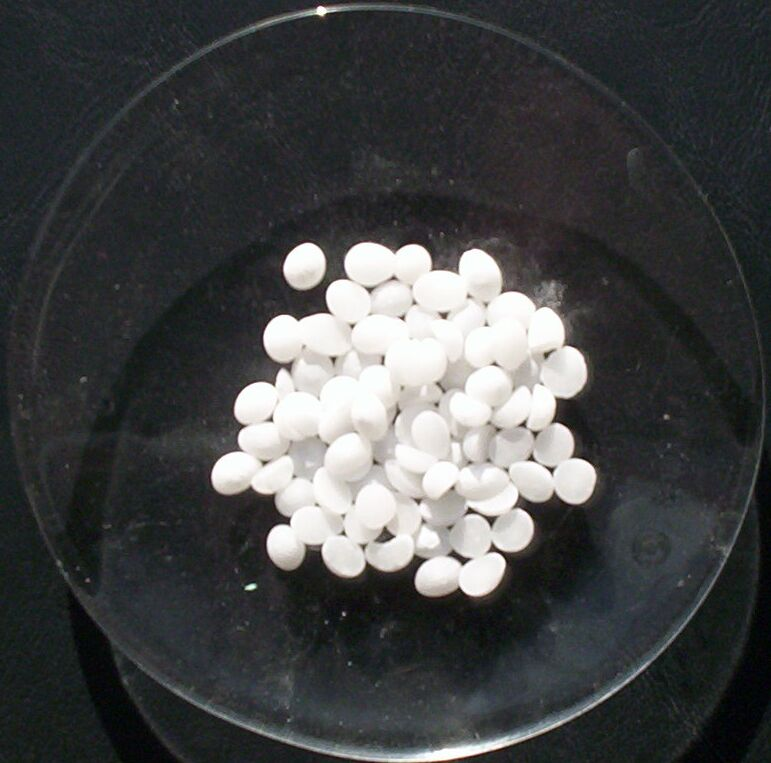
水酸化カリウム

水酸化カリウムは強塩基であり、強酸や弱酸を中和してpHをコントロールするために用いられる。また、カリウム塩類の生産や、エステルの加水分解反応、洗剤産業における油脂のけん化などにも用いられる。

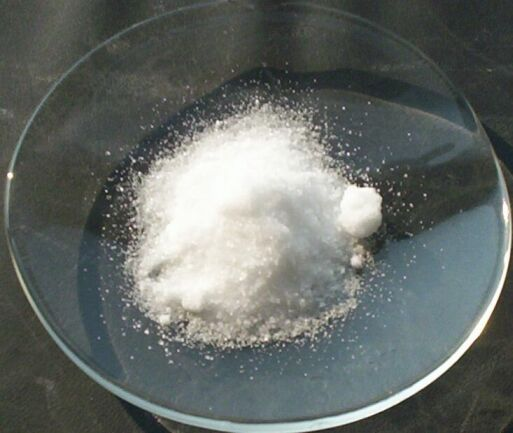
硝酸カリウム

硝酸カリウム（KNO3、硝石）は、火薬（黒色火薬）において酸化剤として働き、また肥料としても重要である。歴史的には、チリ硝石の主成分である硝酸ナトリウムに塩化カリウムを反応させる「転化法」と呼ばれる方法によって工業生産されていたが、ハーバー・ボッシュ法による空気から化学的に窒素を固定する手法（化学的窒素固定法）が確立してからは、炭酸カリウムもしくは水酸化カリウムを硝酸に溶解させる方法で作られるようになった。また、グアノや蒸発岩などの天然鉱石からも得られる。

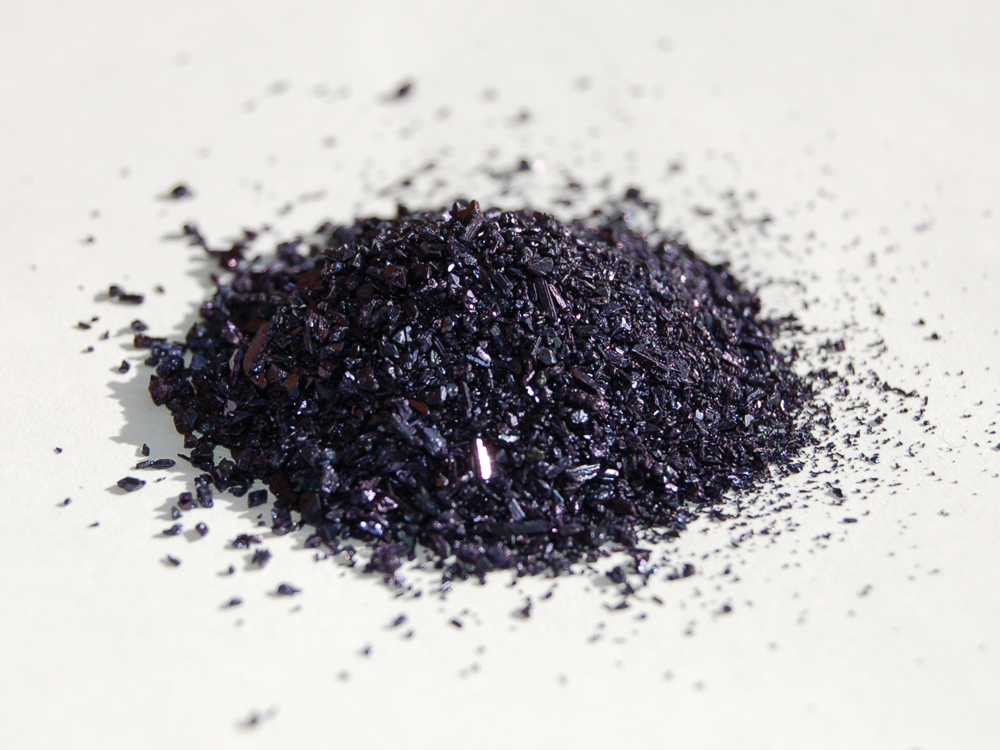
過マンガン酸カリウム

シアン化カリウム（KCN、青酸カリ）は銅や貴金属（特に金や銀）を錯体を形成することによって溶解させる用途に使われ、それらの金属の電鋳や電解めっき、金鉱山の採掘にも用いられる。シアン化カリウムはまた、有機合成においてニトリル類を合成するためにも用いられ、さらには、シアン化銀とともにメッキ浴としても用いられる。シアン化カリウムはこのように多くの用途を有する有用な化合物であるが、生物に対して非常に強い毒性を示す。炭酸カリウム（K2CO3、ポタッシュ）は穏やかな乾燥剤として用いられ、ガラスや石鹸、カラーテレビのブラウン管、蛍光灯、織物の染料や顔料の製造にも利用される。過マンガン酸カリウム（KMnO4）は酸化剤や漂白剤、浄化物質として利用され、サッカリンの製造にも用いられる。塩素酸カリウム（KClO3）はマッチや爆薬に加えられる。臭化カリウム（KBr）は、以前は写真の定着剤や医薬品の鎮静剤として用いられていた。また、フェリシアン化カリウムやフェロシアン化カリウムも写真の作成に利用される。ヘキサフルオロケイ酸カリウム（K2SiF6）は琺瑯や陶器の釉薬、特殊ガラスなどの用途に利用される。ヨウ化カリウム（KI）は殺菌消毒薬などに使われる。
超酸化カリウムは橙色固体であり、持ち運び可能な酸素源として自給式ガスマスクに用いられる。気体の酸素よりも使用する容積が小さくて済むため、鉱山や潜水艦、宇宙船において呼吸のための酸素供給システムとしても広く用いられている。また、過酸化カリウムは二酸化炭素吸収剤として利用される。
{\displaystyle {\ce {4KO2 + 2CO2 -> 2K2CO3 + 3O2 (^)}}}
ヘキサニトロコバルト(III)酸カリウム（K3[Co(NO2)6]、硝酸コバルトカリウムとも呼ばれる）はオーレオリンもしくはコバルトイエローと呼ばれる色の絵の具として用いられる。

#### 反応試薬
カリウムアミドは、強い求核性を有するアミドアニオン（NH2−）源として芳香族求核置換反応などに利用される強塩基性の化合物であり、液体アンモニアにカリウムを反応させることで得られる。また、有機金属化合物であるアルキル化カリウムは、しばし反応の中間体として利用されている。しかし、単離されたアルカリ金属のアルキル化合物は少なく、その例外的なものとしてメチルカリウム（CH3K）がある。これはメチル水銀とナトリウム-カリウム合金との反応によって得られ、副生成物としてナトリウムアマルガムが形成される。カリウムの金属有機化合物はイオン性物質であるため炭化水素などの有機溶媒への溶解性はそれほど高くない。また、反応性が強く空気中で発火し、水と激しく反応する。カリウムのアルコキシドは強塩基性の求核剤としてハロアルカンの脱離反応などに利用される。代表的なものにクライゼン縮合に利用されるカリウム tert-ブトキシドがある。このようなカリウムのアルコキシドは、水素化カリウムもしくは金属カリウムとアルコールとを反応させることによって合成される。水素化カリウムは、アルコールのヒドロキシ基からプロトンを引き抜くことが可能なほどの強力な塩基であり、反応後の副生成物が水素しか発生しない利点を有している。

#### 化学分析
臭化カリウムは、赤外分光法において分析試料の錠剤を作るためのマトリックスとして用いられる（臭化カリウム錠剤法）。フェリシアン化カリウム（ヘキサシアノ鉄（III）酸カリウム、赤血塩） K3[Fe(CN)6] は、チオクローム法と呼ばれるチアミン（ビタミンB1）の分析において、チアミンを酸化させる酸化剤として用いられる。また、フェリシアン化カリウムはフェロシアン化カリウム（ヘキサシアノ鉄（II）酸カリウム）K4[Fe(CN)6] とともに、鉄イオンの定性分析にも用いられる。二クロム酸カリウム（K2Cr2O7）や過マンガン酸カリウムは、その強い酸化力を利用して酸化還元滴定における1次標準物質として用いられる。また、一価のカリウムイオンのイオン半径はNH4+のそれと非常に近い値であるので、NH4+と置換が可能である。それゆえ、実験において水素結合の影響の有無を調べたい時に、水素結合を形成するNH4+を、水素結合を形成しないK+と置換して、結果に変化が生じるか否かを観察するということが行われる。

### 同位体の用途
前述のカリウム40がアルゴン40へと崩壊する特性は、一般的に岩の放射年代測定に利用されている（カリウム-アルゴン法）。岩石がマグマから形成された時点では岩石中にアルゴン40は含まれていないが、岩石が形成されて以降は岩石中のカリウム40の崩壊によってアルゴン40が生成し岩石中に蓄積されていく。岩石中のアルゴン40の存在量は、岩石が形成されてからの時間に比例して増加していくため、岩石中のカリウム40の濃度と蓄積されたアルゴン40の量を測定することで岩石の年代を推定することができる。年代測定にもっとも適した鉱石には、白雲母、黒雲母、深成岩/広域変成岩の角閃石や火山岩の長石などがある。火山流や浅い貫入に由来する岩石試料もまた、加熱されて試料中のアルゴンが失われるような変化を受けていないそのままの状態の試料であれば、すべて年代測定することができる。年代測定以外では、カリウムの同位体は風化の研究における放射性トレーサーとして幅広く用いられる。また、カリウムが生命維持のために必要とされる栄養素であるため、生物地球化学的循環の研究にも用いられる。
カリウム40はフェルミ粒子であるため、低温物理学において使われることがある。2003年には50万個のカリウム40原子を用いてフェルミ凝縮による縮退物を生成することに成功し、2013年には10万個のカリウム40原子を用いて絶対零度を下回る負温度の状態を実現することに初めて成功した。

## 歴史

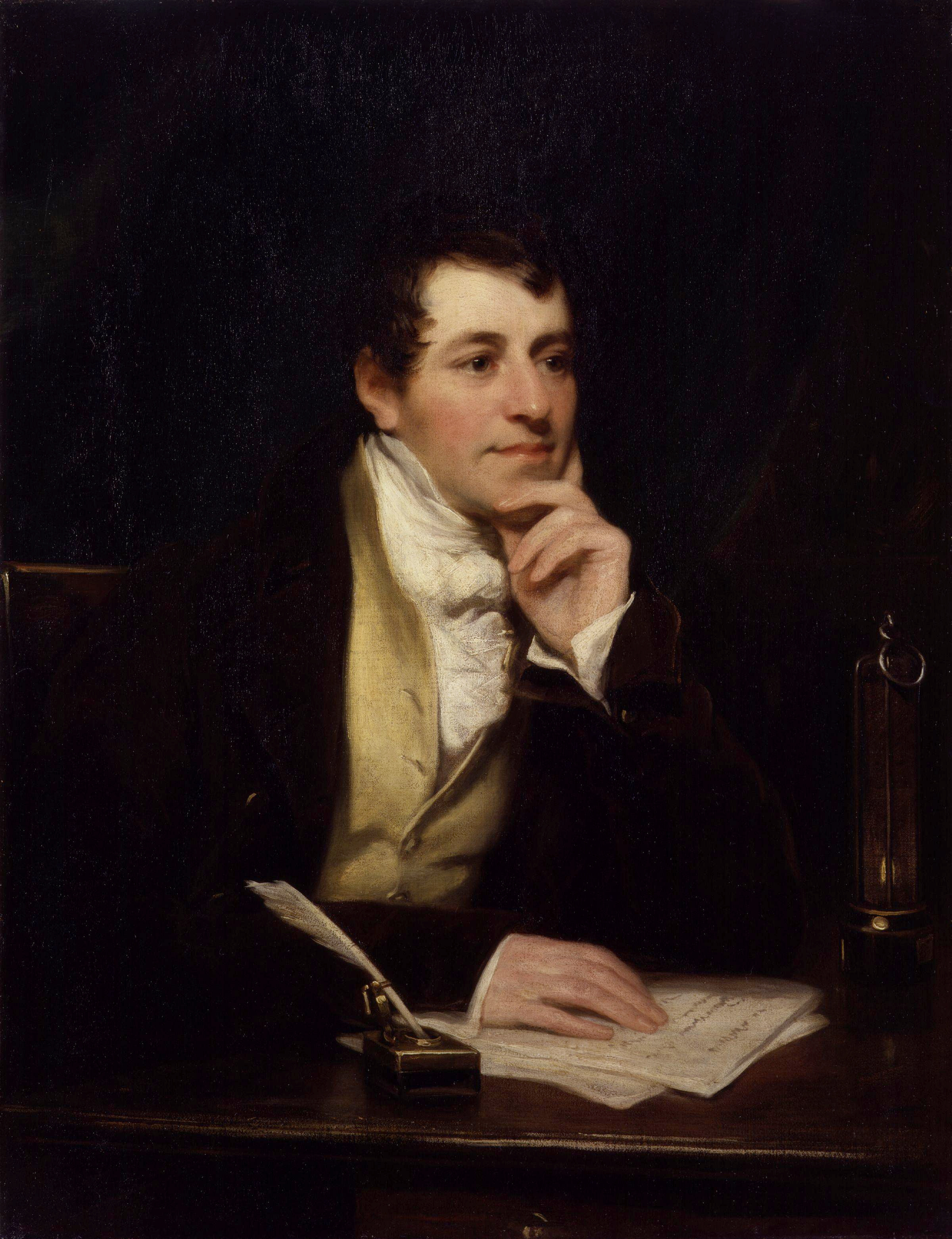
ハンフリー・デービー

カリウムは、草木を焼いた灰として古来から利用されてきたが、これがナトリウム塩とは根本的に異なる物質であるということは理解されていなかった。元素としてのカリウムや、ほかの塩類から分離された独立した要素としてのカリウム塩類は古代ローマ時代には知られておらず、元素のラテン語名は古典ラテン語でなく、むしろ新ラテン語であった。カリウムは、カノのハウサ人による濃青色の織物を生産するために、灰とインディゴ、湯を混ぜ合わせて使われていた秘密の成分であった。
1736年、ゲオルク・シュタールはナトリウムとカリウムの塩の重要な差異について彼が提唱するに至った実験的な徴候を得、1736年、アンリ＝ルイ・デュアメル・デュ・モンソーによってその違いが証明された。1807年、イギリスのハンフリー・デービーが新しく発見されたボルタ電池を用いて、水酸化カリウム（苛性カリ）を電気分解（溶融塩電解）することによって金属カリウムを初めて単離した。この元素は電気分解によって分離された最初の金属であった。植物はほとんどナトリウムを含有しないため、potashはおもにカリウム塩であり、残りの成分は主に水溶性の低いカルシウム塩である。
その数年後、デービーはカリウムを単離したのと類似した技術によって、植物塩でない、鉱石より誘導された水酸化ナトリウムから金属ナトリウムを単離し、カリウムとナトリウムの元素、塩類が違う物質であることを示した。この単離された金属ナトリウムおよび金属カリウムがともに元素であることが示されたが、この見解が一般に認められるまでには長い時間がかかった。
長い間、カリウムの大きな用途はガラス、石鹸と漂白剤の製造に限られていた。動物性油脂および木炭や植物油から作られるカリウム石鹸は軟石鹸として知られ、非常に水によく溶け柔らかい傾向があり重宝されていた。1840年ドイツのユストゥス・フォン・リービッヒによって、カリウムが植物のために必要な元素であり、しかも大部分の土壌においてカリウムが欠乏していることが発見され、カリウム塩類の需要は急激に増加した。モミの木から作られる木の灰がカリウム源として使われていたが、ドイツのシュタースフルト近郊においてカリウム塩を含んだ鉱床が発見され、1868年にドイツでカリウム肥料の工業規模の生産が始まった。その他のカリウム鉱床は、1960年代までにカナダで大きなものが発見され、主要な生産源となった。

## 危険性
単体の金属カリウムは消防法第2条第7項および別表第一第3類1号により第3類危険物に指定されている。また毒物及び劇物取締法に定める劇物に該当する。
カリウムは水と激しく反応し、水酸化カリウムと水素ガスを発生させる。
{\displaystyle {\ce {2K(s) + 2H2O(l) -> 2KOH(aq) + H2 (^) (g)}}}
この反応は発熱反応であり、その発熱量は発生した水素を引火させるのに十分な熱量である。そのため、酸素存在下において爆発するおそれがある。また、反応によって生じる水酸化カリウムは皮膚に炎症を起こし、眼球角膜を不可逆的に破壊し、失明を引き起こすほどの強アルカリである。
カリウムの微細粒子は空気中において室温で発火し、加熱されれば塊状金属でも発火する。発火したカリウムに水をかけると、カリウムの密度は0.89 g/cm3と水より軽いため、燃焼しているカリウムが水に浮かび大気中の酸素にさらに曝されることになり、また、水とカリウムの反応によって水素と反応熱が生成するため、カリウムによる火災はより一層悪化する。そのため、通常の消火活動ではカリウムによる火に対して、効果がないか悪化させることとなる。カリウムの火の消火には、乾燥した塩化ナトリウム（食卓塩）、炭酸ナトリウム（ソーダ灰）、および二酸化ケイ素（砂）が効果的である。また、金属火災用に設計された一部の粉末消火器や、窒素およびアルゴンも効果的である。
カリウムはハロゲンと激しく反応し、臭素と反応すると爆発する。硫酸ともまた爆発的に反応する。燃焼によってカリウムは過酸化物や超酸化物を形成し、これらは油のような有機物もしくは金属カリウムと激しく反応する可能性がある。
カリウムは空気中の水蒸気と反応するため、通常乾燥した鉱油中で保管されるが、リチウムやナトリウムと異なり無期限に鉱油中に保存してはいけない。半年から1年以上保管されると、刺激に敏感な過酸化物が金属カリウム上や保管容器のふたの下に形成され、ふたを開けた際に爆発する。そのため、カリウムは酸素を含まない不活性な気体もしくは真空下で保存しない限り、3か月以上は保管しないことが推奨される。
金属カリウムは反応性が非常に高いため、扱う人の皮膚や目を完全に保護し、カリウムとの間に防爆壁を置くことが望ましく、非常に慎重に取り扱わなければならない。